# Scutum sublabiale

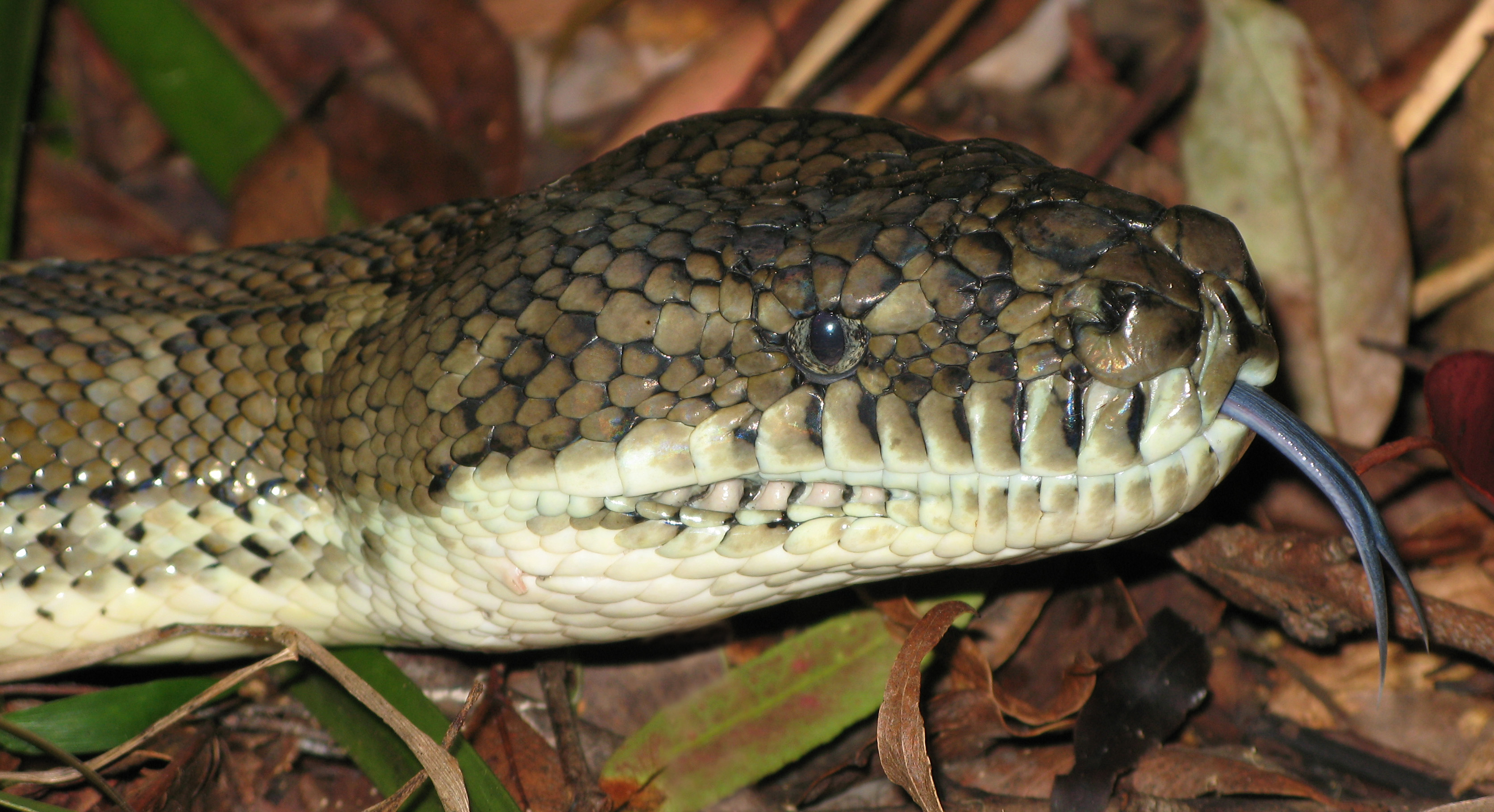
Maul eines Rautenpython

Die Sublabialen (Syn. Sublabialia, Infralabialia; Singular Sublabiale, eigentlich Scutum sublabiale), häufig auch als Unterlippenschilder oder -schuppen bezeichnet, sind bei Schuppenkriechtieren die Kopfschuppen, die entlang der Unterkieferkante der Mundöffnung verlaufen. Das Mentale, das den vorderen Abschluss der beiden Sublabialreihen bildet, wird nicht hierzu gezählt. Am Oberkiefer stehen diesen Schuppen die Supralabialen gegenüber.
Der Name Sublabiale ergibt sich aus der Bezeichnung „Labium“ für die Lippe und der Positionsbezeichnung „sub-“.
Wie alle anderen Kopfschilder ist ihre Anzahl, Form, Größe und Ausbildung ein wichtiges Bestimmungsmerkmal innerhalb der Schlangensystematik.